# Marx (Russland)
Marx (russisch Маркс, auch deutsch Marxstadt, vor 1920 Katharinenstadt) ist eine Stadt in der russischen Oblast Saratow mit 28.321 Einwohnern (Stand 2025). Die am Ufer der Wolga gelegene Stadt gehörte von 1918 bis 1941 zum Autonomiegebiet der Wolgadeutschen (ab 1924 ASSR der Wolgadeutschen), war dessen zweitgrößte Stadt und von 1919 bis 1922 Verwaltungssitz.
Der Nachbarort von Marx erhielt den Namen Engels.

## Geschichte
Die Stadt Marx wurde im Jahr 1767 als wolgadeutsche Kolonie durch den holländischen Baron Ferdinand Baron Caneau de Beauregard gegründet und erhielt zunächst den Namen „Baronsk“ (Баронск). Die deutschsprachige Bezeichnung war zu Ehren der russischen Kaiserin Katharina II. Jekaterinenstadt beziehungsweise Katharinenstadt (Екатериненштадт; 1915–1920 Jekaterinograd, Екатериногра́д). Im Jahr 1918 erhielt der Ort die Stadtrechte und wurde 1920 nach Karl Marx in Marxstadt (Марксштадт) umbenannt.
Bis zum Überfall Deutschlands auf die Sowjetunion waren knapp 90 Prozent der Einwohner deutscher Abstammung. Danach begannen die Behörden auf Befehl Stalins jedoch mit der Deportation ebendieser Deutschen in andere Teil der Sowjetunion. Im gleichen Atemzug und zur Liquidation aller deutschen Benennungen wurde im selben Jahr das Element „-stadt“ aus dem Namen getilgt. Seitdem besteht der heutige Name „Marx“.

### Bevölkerungsentwicklung
| Jahr | Einwohner |
| ---- | --------- |
| 1897 | 10.331    |
| 1926 | 12.461    |
| 1939 | 16.065    |
| 1959 | 13.098    |
| 1970 | 17.132    |
| 1979 | 25.710    |
| 1989 | 31.908    |
| 2002 | 32.849    |
| 2010 | 31.531    |
| 2013 | 30.478    |

Anmerkung: bis 2010 Volkszählungsdaten

## Wirtschaft
In der Stadt gibt es verschiedene Betriebe: zu den größeren gehören die Werke „Wolgadieselapparat“ (Волгадизельаппарат) und „Agat“ (Агат).

## Sehenswürdigkeiten
Das städtische Museum zeigt viele Exponate aus der deutsch-russischen Geschichte der Stadt. Ebenso können eine Reihe interessanter Kirchen besichtigt werden.
Das 1851 errichtete Denkmal für Katharina II. wurde 2007 nach Originalentwürfen wieder erbaut.

## Persönlichkeiten
- Alexander Staub (1870–1963), russlanddeutscher römisch-katholischer Geistlicher und Märtyrer
- Alexander Henning (1892–1974), Literaturhistoriker, Pädagoge und Lyriker
- Hugo Wormsbecher (1938–2024), Schriftsteller
- Küf Kaufmann (* 1947), Autor, Regisseur und Kabarettist